# Dương Chính Ngọ
Dương Chính Ngọ (sinh tháng 1 năm 1941) là chính khách nước Cộng hòa Nhân dân Trung Hoa. Ông từng giữ chức Bí thư Tỉnh ủy tỉnh Hồ Nam, Chủ nhiệm Ủy ban Thường vụ Đại hội đại biểu nhân dân tỉnh Hồ Nam và Tỉnh trưởng Chỉnh phủ Nhân dân tỉnh Hồ Nam.

## Tiểu sử
Dương Chính Ngọ là người dân tộc Thổ Gia, sinh tháng 1 năm 1941, người huyện Long Sơn, tỉnh Hồ Nam. Ông tham gia công tác từ tháng 8 năm 1960, là giáo viên huyện Long Sơn. Tháng 8 năm 1969, ông gia nhập Đảng Cộng sản Trung Quốc. 
Tháng 6 năm 1970, ông được bổ nhiệm làm Phó Chủ nhiệm Ủy ban Cách mạng huyện Long Sơn, Phó Bí thư Huyện ủy Long Sơn. Tháng 1 năm 1978, ông được bổ nhiệm giữ chức Bí thư Huyện ủy Long Sơn. Tháng 11 năm 1978, ông kiêm nhiệm chức vụ Ủy viên Ban Thường vụ Châu ủy Tương Tây. Tháng 7 năm 1981, ông được bổ nhiệm làm Ủy viên Ban Thường vụ Châu ủy Tương Tây, Phó Châu trưởng Chính phủ nhân dân Châu tự trị dân tộc Thổ Gia, dân tộc Miêu Tương Tây. Tháng 6 năm 1983, ông được bổ nhiệm giữ chức Bí thư Châu ủy Tương Tây. Tháng 6 năm 1985, ông kiêm nhiệm chức vụ Ủy viên Ban Thường vụ Tỉnh ủy Hồ Nam.
Từ tháng 3 năm 1990, ông giữ chức Phó Bí thư Tỉnh ủy Hồ Nam. Tháng 1 năm 1995, ông được bổ nhiệm làm Phó Tỉnh trưởng Chính phủ Nhân dân, quyền Tỉnh trưởng Chính phủ Nhân dân tỉnh Hồ Nam. Tháng 2 năm 1995, ông được bầu bổ sung làm Tỉnh trưởng Chính phủ Nhân dân tỉnh Hồ Nam. Tháng 9 năm 1998, ông được Trung ương Đảng Cộng sản Trung Quốc bổ nhiệm làm Bí thư Tỉnh ủy Hồ Nam. Tháng 2 năm 1999, ông được bầu kiêm nhiệm chức vụ Chủ nhiệm Ủy ban Thường vụ Đại hội đại biểu nhân dân tỉnh Hồ Nam.
Ông giữ chức Bí thư Tỉnh ủy Hồ Nam cho đến tháng 12 năm 2005, thay ông ở vị trí này là Trương Xuân Hiền. Ông cũng thôi giữ chức vụ Chủ nhiệm Ủy ban Thường vụ Đại hội đại biểu nhân dân tỉnh Hồ Nam vào tháng 1 năm 2006.
Ông là Ủy viên dự khuyết Ủy ban Trung ương Đảng Cộng sản Trung Quốc khóa XII và Ủy viên Ủy ban Trung ương Đảng Cộng sản Trung Quốc khóa XIII, XIV, XV, XVI.